# ميكي 17
ميكي 17 (بالإنجليزية: Mickey 17) هو فيلم خيال علمي وكوميديا سوداء أمريكي صدر عام 2025، من تأليف وإنتاج وإخراج بونغ جون هو، وهو مقتبس من رواية "ميكي 7" للكاتب إدوارد أشتون الصادرة عام 2022. الفيلم من بطولة روبرت باتينسون في دور البطولة، إلى جانب نعومي آكي، وستيفن يون، وتوني كوليت، ومارك روفالو. تدور أحداثه في عام 2054، ويحكي قصة رجل ينضم إلى مستعمرة فضائية كعامل "قابل للاستهلاك"، وهو عامل يمكن الاستغناء عنه، ويُستنسخ في كل مرة يموت فيها لأغراض بحثية.
عُرض الفيلم لأول مرة عالميًا في ساحة ليستر بلندن، المملكة المتحدة، في 13 فبراير 2025، وعُرض في دور العرض السينمائي لشركة وارنر براذرز بيكتشرز في كوريا الجنوبية في 28 فبراير 2025، وفي الولايات المتحدة في 7 مارس. تلقى الفيلم تقييمات إيجابية بشكل عام من النقاد، لكنه فشل فشلاً ذريعًا في شباك التذاكر، محققًا 127.3 مليون دولار عالميًا.

## القصة
في عام 2050، ينضم ميكي بارنز وصديقه تيمو إلى طاقم سفينة فضاء متجهة لاستعمار كوكب نيفلهايم الجليدي، هربًا من مُقرضٍ قاتل. يصبح تيمو طيارًا في مكوك، بينما ينضم ميكي إلى مشروع "شخص قابل للاستغناء عنه"، وهي عملية غير قانونية حيث يتولى مهامًا قاتلة، ويتم إنشاء نسخة جديدة منه بذكريات مُستعادة بعد كل وفاة. خلال الرحلة، تنشأ علاقة حب بين ميكي ووكيلة الأمن ناشا.
بعد أربع سنوات، تصل السفينة الفضائية إلى نيفلهايم المُغطى بالثلوج. باستخدام نسخ مُتعددة من ميكي، يُطور علماء السفينة لقاحًا لمُسببات الأمراض على الكوكب. يُرسل ميكي السابع عشر للقبض على كائن حي محلي يُطلق عليه "الكريبرز"، لكنه يقع في شق، حيث يُبلغ تيمو عن وفاته، ظانًا أنه مات، ويغادر مع قاذف اللهب الخاص بميكي، ويُنشئ الطاقم نسخة ميكي 18. لكن مخلوفات الكريبرز أنقذوا ميكي 17، ودفعوه خارج الشق.
عاد ميكي 17 إلى السفينة، حيث التقى بميكي 18 وهو مستنسخ أكثر عدوانية. أقسم قائد البعثة، كينيث مارشال، أنه في حال وجود "أعداد كبيرة" من المستنسخين، فسيتم القضاء عليهم جميعًا. على هذا النحو، حاول ميكي 18 قتله، لكن ميكي 17 اقترح تبديل المهام والوفيات سرًا للبقاء على قيد الحياة. ثم يشاهدا تيمو يبيع مخدرات مصنوعة من وقود قاذف اللهب. ألقى ميكي 18 باللوم على تيمو لتسببه بمغادرة الأرض في المقام الأول، وحاول قتل تيمو، لكنه توقف عندما قاطعتهما ناشا. غادر ميكي 18 مع ناشا، بينما دُعي ميكي 17 لتناول العشاء مع مارشال وزوجته يلفا ووكيل الأمن كاي. في العشاء، يتفاعل ميكي 17 بشدة مع إطعامه لحمًا تجريبيًا ومسكنات ألم. تنقذ كاي ميكي 17 من الإعدام وتأخذه إلى غرفتها، لكن ميكي 17 يهرب عائدا إلى ناشا عندما تحاول كاي إغوائه.
تعلم ناشا بوجود المستنسخين وتقبلهم، ولكن عندما تحاول كاي الإبلاغ عنهم، تمنعها. عندما يخبر ميكي 17 ميكي 18 بحادثة العشاء، يقرر ميكي 18 الغاضب قتل مارشال في احتفال عام لإحياء ذكرى قطعة من صخرة نيفلهايم. يخرج طفلان من الكريبرز، لوكو وزوكو، من صخرة نيفلهايم. يأسر ميكي 17 زوكو، لكن لوكو يقتله رجال الأمن عندما يحاول القفز على مارشال. تمنع ناشا ميكي 18 من قتل مارشال، ولكن مع كشف تعدد النسخ لميكي، يتم القبض على ميكي 17 و18 وناشا. في هذه الأثناء، يتجمع آلاف من الكريبرز خارج السفينة، ينادون على زوكو. في السجن، تُدرك ناشا أن وصف ميكي 17 لمساعده الكريبرز له يجعلهم واعين. يصل تيمو ويحاول قتل ميكي 17، كاشفًا أن المُقرض لديه عميل على متن السفينة سيقتله إذا لم يُسجل نفسه وهو يقطع ميكي الى أشلاء. تتغلب عليه ناشا وميكي 18، لكن الأمن يتدخل ويأخذهم جميعًا إلى مارشال.
يريد مارشال القضاء على الكريبرز، فيُدمر نسخ ذاكرة ميكي الاحتياطية لمنع إعادة استنساخه. تُقنع يلفا، مارشال بإخراج ميكي 17 و18 للتنافس على جمع ذيول الكريبرز، ويُترك الفائز على قيد الحياة. يُزودان بسترات ناسفة تُفجر عن بُعد لضمان امتثالهم.
بمجرد خروجهم، يبحث ميكي 17 و18 عن زعيم الكريبرز. يتبعهم مارشال مع فريق أمني للقضاء عليهم. يستخدم ميكي 17 جهاز ترجمة لتحذير زعيمة الكريبرز من خطة مارشال، وتطالب بإطلاق سراح زوكو والتضحية بإنسان مقابل موت لوكو. يحث ميكي 17، ناشا على تحرير زوكو. تأخذ يلفا رهينة لضمان إطلاق سراح زوكو، ويعتقل رجال الأمن، الذين يعملون سرًا ضد مارشال، يلفا. يفجر ميكي 18 سترته، مما أسفر عن مقتله هو ومارشال لتلبية مطالب الكريبرز.
بعد ذلك، يتصالح ميكي 17 وبقية البشر مع الكريبرز، ويواجه بريستون ومساعدو مارشال العدالة، وتنتحر يلفا لاحقًا. يهاجم شريك المُقرض تيمو، لكن تيمو يقتله دفاعًا عن النفس ويستغل الحادثة للشهادة ضد المُقرضين. تصبح ناشا الزعيمة السياسية للمستعمرة، وخلال حفل وضع حجر الأساس، يقوم ميكي 17، الذي أصبح الآن يسمى "ميكي بارنز"، بتدمير جهاز الاستنساخ، مما يؤدي إلى إنهاء برنامج "الاشخاص القابلين للاستغناء عنهم".

## الممثلون
- روبرت باتينسون بدور ميكي بارنز / ميكي 17 / ميكي 18، موظفٌ قابلٌ للاستبدال في نيفلهايم في نسخته السابعة عشرة (لاحقًا الثامنة عشرة)
- ناعومي آكي بدور ناشا باريدج، عميلة أمن وحبيبة ميكي
- مارك رافالو بدور كينيث مارشال، سياسي فاشل مغرور ذو نوايا شريرة تجاه نيفلهايم
- توني كوليت بدور يلفا مارشال، زوجة كينيث مارشال الماكرة والمسيطرة
- ستيفن يون بدور تيمو، طيار وصديق ميكي من الأرض
- باتسي فيران بدور دوروثي، عالمة
- كاميرون بريتون بدور أركادي، رئيس فريق العلوم
- دانيال هينشال بدور بريستون، المساعد الشخصي لكينيث مارشال
- ستيف بارك بدور العميل زيكي، رئيس فريق الأمن
- أناماريا فارتولومي بدور كاي كاتز، عميلة الأمن
- هوليداي غرينجر بدور ريد هير، كبير المجندين في برنامج بعثة نيفلهايم
- أنجوس إمري بدور شريمب آيز
- تيم كي بدور الرجل الحمام
- توماس تورغوس بدور جندي البازوكا
- إيان هانمور بدور داريوس بلانك
- بروين جيمس بدور موظفة الاستقبال
- صموئيل بلينكين بدور المُقترض
- آنا موغلاليس بدور قائدة الكريبرز

## شباك التذاكر
اعتبارًا من 9 أبريل 2025، حقق فيلم ميكي 17 إيرادات بلغت 45.5 مليون دولار في الولايات المتحدة وكندا، و81.8 مليون دولار في مناطق أخرى، بإجمالي عالمي قدره 127.3 مليون دولار. مع إنفاق 198 مليون دولار على الإنتاج والتسويق، قُدِّر أن الفيلم يحتاج إلى تحقيق إيرادات إجمالية تتراوح بين 396 و450 مليون دولار في جميع أنحاء العالم لتحقيق نقطة التعادل. ذكرت مجلة فارايتي لاحقًا أن الفيلم سيخسر شركة وارنر براذرز ما بين 75 و80 مليون دولار خلال عرضه في دور العرض.
في الولايات المتحدة وكندا، كان من المتوقع أن يحقق فيلم ميكي 17 إيرادات إجمالية تتراوح بين 18 و20 مليون دولار من 3770 دار عرض في عطلة نهاية الأسبوع الافتتاحية. وقد حقق 7.7 مليون دولار في يومه الأول، بما في ذلك ما يقدر بنحو 2.5 مليون دولار من معاينات يوم الخميس. واستمر في تحقيق إيرادات بلغت 19 مليون دولار، وهو ما وصفه موقع ديدلاين هوليوود بأنه يتماشى مع أفلام الخيال العلمي الأصلية، بما في ذلك صعود جوبيتر (18.3 مليون دولار عند افتتاحه في عام 2015)، وأد استرا (19 مليون دولار في عام 2019)، والخالق (14 مليون دولار في عام 2023). ونظرًا لميزانية الفيلم، توقع الموقع أيضًا ألا يكون الفيلم مربحًا على الفور لشركة وارنر بروذرز.

## روابط خارجية
- ميكي 17 على موقع IMDb (الإنجليزية)
- ميكي 17 على موقع ميتاكريتيك (الإنجليزية)
- ميكي 17 على موقع روتن توميتوز (الإنجليزية)
- ميكي 17 على موقع ألو سيني (الفرنسية)
- ميكي 17 على موقع أول موفي (الإنجليزية)
- ميكي 17 على موقع فيلمافينيتي (الإسبانية)
- ميكي 17 على موقع قاعدة بيانات الأفلام السويدية (السويدية)
- ميكي 17 على موقع قاعدة بيانات الفيلم (الإنجليزية)
- ميكي 17 على موقع ليتربوكسد (الإنجليزية)
- ميكي 17 على موقع كينوبويسك (الروسية)